# KHL (2022/2023)
Sezon KHL 2022/2023 – piętnasta edycja ligi KHL rozgrywana na przełomie 2022 i 2023.

## Kluby uczestniczące
W kwietniu 2022 władze fińskiego klubu Jokerit ogłosiły, że ich drużyna nie powróci do gry w KHL edycji 2022/2033, tak samo jak łotewskie Dinamo Ryga, po tym jak oba zespoły wycofały się w trakcie sezonu 2021/2022 w związku w inwazją Rosji na Ukrainę. 23 czerwca 2022 władze KHL ogłosiły, że chińska drużyna Kunlun Red Star została przesunięta z Konferencji Wschód Dywizji Charłamowa do Konferencji Zachód Dywizji Tarasowa.
| Konferencja Zachód     | Konferencja Zachód      | Konferencja Wschód         | Konferencja Wschód  |
| Dywizja Bobrowa        | Dywizja Tarasowa        | Dywizja Charłamowa         | Dywizja Czernyszowa |
| ---------------------- | ----------------------- | -------------------------- | ------------------- |
| SKA Sankt Petersburg   | CSKA Moskwa             | Ak Bars Kazań              | Admirał Władywostok |
| HK Soczi               | Dinamo Moskwa           | Awtomobilist Jekaterynburg | Amur Chabarowsk     |
| Spartak Moskwa         | Kunlun Red Star         | Mietałłurg Magnitogorsk    | Awangard Omsk       |
| Torpedo Niżny Nowogród | Dynama Mińsk            | Nieftiechimik Niżniekamsk  | Barys Astana        |
| Witiaź Podolsk         | Łokomotiw Jarosław      | Traktor Czelabińsk         | Saławat Jułajew Ufa |
|                        | Siewierstal Czerepowiec |                            | Sibir Nowosybirsk   |

## Zagraniczni hokeiści i trenerzy
Po rozpoczęciu inwazji Rosji na Ukrainę z 24 lutego 2022 zawodnikami klubów KHL (rosyjskich i jednego białoruskiego – Dynama Mińsk) pozostało wzgl. zostało wielu zagranicznych hokeistów. Już wiosną 2022 hokejowe federacje Szwecji i Finlandii ogłosiły, że szwedzcy i fińscy hokeiści występujący w klubach KHL nie będą powoływani do reprezentacji swoich reprezentacji narodowych. W sierpniu 2022 władze czeskiej federacji hokeja na lodzie zdecydowały, że zawodnicy występujący nadal w zespołach KHL nie będą powoływani do reprezentacji Czech. Natomiast analogicznie w tej samej sprawie ogłoszono na Słowacji, że tamtejsi hokeiści występujący w drużynach KHL nie będą poddawani restrykcjom w odniesieniu do gry w barwach kadry narodowej.
W składach drużyn KHL na starcie sezonu 2022/2023 znalazło się wielu zagranicznych hokeistów, w tym Amerykanie i Kanadyjczycy – mimo apeli władz Stanów Zjednoczonych i Kanady kierowanych w stronę obywateli tych państw do opuszczenia Rosji. Wśród nich było 48 Kanadyjczyków (z czego 4 w barwach kazachskiego Barysu Astana), z których siedmiu było w ekipie swojego kraju na Zimowych Igrzyskach Olimpijskich 2022.
Zestawienie wymienia zawodników i trenerów zagranicznych, wśród których nie zostali wymienieni hokeiści i trenerzy rosyjscy w klubach nierosyjskich, białoruscy w klubach poza białoruskim Dynamem Mińsk, kazachscy poza kazachskim Barysem Astana oraz zawodnicy chińskiego pochodzenia w chińskim Kunlun Red Star.
- Admirał Władywostok:  Rudolf Červený,  Nikolajs Jeļisejevs,  Michal Krištof,  Libor Šulák,  Colby Williams; główny trener  Leonīds Tambijevs, asystent trenera  Andrejs Banada[8]
- Ak Bars Kazań: brak[9]
- Amur Chabarowsk:  Andrew Calof,  Jan Drozg,  Michal Jordan,  Jānis Kalniņš,  Cameron Lee[10]
- Awangard Omsk:  Reid Boucher,  Alex Broadhurst,  Christián Jaroš,  Corban Knight,  Viktor Svedberg[11]
- Awtomobilist Jekaterynburg:  Jesse Blacker,  Stéphane Da Costa,  Nick Ebert,  Brooks Macek,  Johan Mattsson,  Patrice Cormier,  Curtis Valk[12]
- Barys Astana:  Christopher Bigras,  Jeremy Bracco,  Michael Chaput,  Jesse Graham,  Alex Grant,  Július Hudáček,  Anthony Louis,  Nelson Nogier,  Linden Vey[13]
- CSKA Moskwa:  Fredrik Claesson,  Darren Dietz,  Christián Jaroš,  Adam Reideborn;  trener bramkarzy Sergejs Naumovs[14]
- Dinamo Moskwa:  Jakob Lilja,  Brennan Menell,  Eric O’Dell,  Jordan Weal[15]
- Dynama Mińsk:  Mark Barberio,  Joseph Duszak,  John Gilmour,  Brandon Kozun,  Shawn Lalonde,  Nick Merkley,  Cédric Paquette,  Ryan Spooner; główny trener  Craig Woodcroft[16]
- Kunlun Red Star:  Devin Brosseau,  Colin Campbell,  Cory Kane,  Jake Chelios,  Matteo Gennaro,  Garet Hunt,  Matt Jurusik,  Tomáš Jurčo,  Zac Leslie,  Lucas Lockhart,  Vincent LoVerde,  Josh Nicholls,  Brett Pollock,  Alex Riche,   Jack Rodewald,  Jeremy Smith,  Doyle Somerby,  Ryan Sproul,  Ethan Werek,  Kyle Wood; główny trener  Greg Ireland[17]
- Łokomotiw Jarosław: brak[18]
- Mietałłurg Magnitogorsk:  Kodie Curran,  Josh Currie,  Brendan Leipsic,  Philippe Maillet,  Edward Pasquale; trener bramkarzy  Klemen Mohorič[19]
- Nieftiechimik Niżniekamsk:  Yohann Auvitu,  Samuel Buček,  Anthony Camara,  Hunter Shinkaruk[20]
- Saławat Jułajew Ufa:  Joshua Ho-Sang,  Ryan Murphy[21]
- Sibir Nowosybirsk:  Taylor Beck,  Michal Čajkovský,  Trevor Murphy[22]
- Siewierstal Czerepowiec:  Adam Liška,  Robin Press[23]
- SKA Sankt Petersburg:  Alex Grant,  Dmitrij Jaškin[24]
- HK Soczi:  Brandon Gormley,  Joe Morrow[25]
- Spartak Moskwa:  Joseph Keane,  Shane Prince,  Filip Varone,  Patrik Rybár[26]
- Torpedo Niżny Nowogród:  Kenny Agostino,  Adam Húska,  Yu Sato[27]
- Traktor Czelabińsk:  Adam Almquist,  Robert Hamilton,  Andrew Hammond,  Teemu Pulkkinen[28]
- Witiaź Podolsk:  Tyler Graovac,  Jeremy Roy,  Scott Wilson[29]

Na wniosek Federacji Hokeja Rosji z grudnia 2022 w grudniu tego roku rosyjskie Ministerstwo Sportu zredukowało limit obcokrajowców w klubach KHL z pięciu do trzech z ważnością od 1 sierpnia 2023.

## Sezon zasadniczy
Terminarz sezonu zasadniczego przewidziano od 1 września 2022 do 26 lutego 2023. Przerwy zaplanowano z uwagi na Turniej Pierwszego Kanału w dniach 12–18 grudnia 2022 oraz mecz Gwiazd KHL w dniach 10–11 grudnia 2022. Wstępnie przyjęto, że każda drużyn rozegra 68 kolejek ligowych.

### Puchar Otwarcia
W pierwszym meczu sezonu o Puchar Otwarcia 1 września 2022 zaplanowano spotkanie mistrza w poprzedniej edycji CSKA Moskwa z wicemistrzem tj. Mietałlurgiem Magnitogorsk w stolicy Rosji. Gospodarze wygrali 6:2.

### Mecz Gwiazd
W dniach 10–11 grudnia 2022 zorganizowano w Traktor Arenie w Czelabińsku Fonbet KHL All-Star 2022 (Mecz Gwiazd KHL). W zmaganiach drużyn reprezentujących dywizje w pierwszym dniu „Dywizja Bobrowa” pokonała „Dywizję Tarasowa” 9:7, a „Dywizja Charłamowa” zwyciężyła „Dywizję Czernyszowa” 8:5, a w drugim dniu „Dywizja Czernyszowa” uległa „Dywizji Tarasowa” 10:11 po najazdach, natomiast w finale „Dywizja Bobrowa” triumfowała nad „Dywizją Charłamowa” 7:6 (zwycięskiego gola zdobył Dmitrij Jaškin).

### Statystyki indywidualne
Statystyki zaktualizowane w czasie przedwczesnego zakończenia rundy zasadniczej.
Zawodnicy z pola łącznie
| Gole                        | Gole | Asysty                         | Asysty | Punkty                         | Punkty |
| --------------------------- | ---- | ------------------------------ | ------ | ------------------------------ | ------ |
| Dmitrij Jaškin (SKA)        | 40   | Aleksandr Nikiszyn (SKA)       | 44     | Dmitrij Jaškin (SKA)           | 62     |
| Brooks Macek (Awto.)        | 36   | Siergiej Tołczinski (Awangard) | 40     | Władimir Tkaczow (Awangard)    | 59     |
| Reid Boucher (Awangard)     | 31   | Aleksiej Kruczinin (Torpedo)   | 37     | Aleksandr Radułow (Ak Bars)    | 57     |
| Maksim Szałunow (Łokomotiw) | 29   | Taylor Beck (Sibir)            | 37     | Stéphane Da Costa (Awto.)      | 56     |
| Aleksandr Szarow (Sibir)    | 29   | Stéphane Da Costa (Awto.)      | 36     | Siergiej Tołczinski (Awangard) | 56     |

Obrońcy
| Gole                        | Gole | Asysty                     | Asysty | Punkty                     | Punkty |
| --------------------------- | ---- | -------------------------- | ------ | -------------------------- | ------ |
| Libor Šulák (Admirał)       | 13   | Aleksandr Nikiszyn (SKA)   | 44     | Aleksandr Nikiszyn (SKA)   | 55     |
| Wiaczesław Wojnow (Ak Bars) | 11   | Trevor Murphy (Sibir)      | 28     | Trevor Murphy (Sibir)      | 46     |
| Nick Ebert (Awto.)          | 11   | Joseph Duszak (Dyn. Mińsk) | 26     | Joseph Duszak (Dyn. Mińsk) | 45     |
| Igor Ożyganow (SKA)         | 11   | Robin Press (Mietałłurg)   | 26     | Robin Press (Mietałłurg)   | 42     |
| Nikita Niestierow (CSKA)    | 11   | Zac Leslie (Kunlun)        | 24     | Nick Ebert (Awto.)         | 41     |

Bramkarze
| Skuteczność interwencji (w %)  | Skuteczność interwencji (w %) | Średnia goli straconych (na mecz) | Średnia goli straconych (na mecz) | Mecze bez straty gola     | Mecze bez straty gola |
| ------------------------------ | ----------------------------- | --------------------------------- | --------------------------------- | ------------------------- | --------------------- |
| Nikita Sieriebriakow (Admirał) | 94,4                          | Daniił Isajew (Łoko.)             | 1,60                              | Iwan Boczarow (Łoko.)     | 7                     |
| Maksim Dorożko (Witjaź)        | 94,1                          | Nikita Sieriebriakow (Admirał)    | 1,79                              | Konstantin Wołkow (Łoko.) | 5                     |
| Jewgienij Alikin (Amur)        | 93,7                          | Konstantin Wołkow (Łoko.)         | 1,81                              | Daniił Isajew (Łoko.)     | 5                     |
| Daniił Isajew (Łoko.)          | 93,4                          | Andriej Kariejew (Saławat)        | 1,85                              | Jewgienij Alikin (Amur)   | 5                     |
| Matt Jurusik (Kunlun)          | 93,3                          | Iwan Boczarow (Łoko.)             | 1,89                              | Maksim Dorożko (Witjaź)   | 5                     |

Pozostałe
| Klasyfikacja +/-        | Klasyfikacja +/- | Zwycięskie gole                 | Zwycięskie gole | Minuty kar                      | Minuty kar |
| ----------------------- | ---------------- | ------------------------------- | --------------- | ------------------------------- | ---------- |
| Andriej Piedan (SKA)    | +32              | Reid Boucher (Awangard)         | 11              | Garet Hunt (Kunlun)             | 95         |
| Nikita Kamałow (SKA)    | +24              | Maksim Szałunow (Łoko.)         | 9               | Nick Merkley (Dyn. Mińsk)       | 88         |
| Aleksandr Wołkow (SKA)  | +24              | Maksim Szabanow (Traktor)       | 9               | Joseph Keane (Spartak)          | 75         |
| Sciapan Falkouski (SKA) | +23              | Aleksandr Szarow (Sibir)        | 8               | Trevor Murphy (Sibir)           | 74         |
| Michaił Worobjow (SKA)  | +22              | Aleksandr Chmielewski (Saławat) | 8               | Aleksandr Chochłaczow (Spartak) | 73         |

- Pierwsze miejsce w klasyfikacji średniego czasu gry w meczu wśród obrońców:  Damir Szaripzianow (Awangard) – 24,03 min.
- Pierwsze miejsce w klasyfikacji średniego czasu gry w meczu wśród napastników:  Corban Knight (Awangard) – 21,49 min.
- Pierwsze miejsce w klasyfikacji liczby zablokowanych strzałów:  Kiriłł Worobjow (Nieftiechimik) – 120
- Pierwsze miejsce w klasyfikacji wykonanych uderzeń ciałem:  Dmitrij Jaškin (SKA) – 280

## Faza play-off
Rywalizacja w fazie play-off trwała w okresie od 1 marca do 29 kwietnia 2023.

### Schemat play-off
|  |                          |                            |                          |                         |   |                       |                       |                       |  |  |                    |                    |                    |  |  |                         |                         |                         |
|  | Ćwierćfinały Konferencji | Ćwierćfinały Konferencji   | Ćwierćfinały Konferencji |                         |   | Półfinały Konferencji | Półfinały Konferencji | Półfinały Konferencji |  |  | Finały Konferencji | Finały Konferencji | Finały Konferencji |  |  | Finał o Puchar Gagarina | Finał o Puchar Gagarina | Finał o Puchar Gagarina |
|  | Ćwierćfinały Konferencji | Ćwierćfinały Konferencji   | Ćwierćfinały Konferencji |                         |   | Półfinały Konferencji | Półfinały Konferencji | Półfinały Konferencji |  |  | Finały Konferencji | Finały Konferencji | Finały Konferencji |  |  | Finał o Puchar Gagarina | Finał o Puchar Gagarina | Finał o Puchar Gagarina |
|  |                          |                            |                          |                         |   |                       |                       |                       |  |  |                    |                    |                    |  |  |                         |                         |                         |
|  |                          |                            |                          |                         |   |                       |                       |                       |  |  |                    |                    |                    |  |  |                         |                         |                         |
|  | 1                        | SKA Sankt Petersburg       | 4                        |                         |   |                       |                       |                       |  |  |                    |                    |                    |  |  |                         |                         |                         |
|  | 1                        | SKA Sankt Petersburg       | 4                        |                         |   |                       |                       |                       |  |  |                    |                    |                    |  |  |                         |                         |                         |
|  | 8                        | Dynama Mińsk               | 2                        |                         |   |                       |                       |                       |  |  |                    |                    |                    |  |  |                         |                         |                         |
|  | 8                        | Dynama Mińsk               | 2                        |                         |   | 1                     | SKA Sankt Petersburg  | 4                     |  |  |                    |                    |                    |  |  |                         |                         |                         |
|  |                          |                            |                          |                         |   | 1                     | SKA Sankt Petersburg  | 4                     |  |  |                    |                    |                    |  |  |                         |                         |                         |
|  |                          |                            | 4                        | Torpedo Niżny Nowogród  | 0 |                       |                       |                       |  |  |                    |                    |                    |  |  |                         |                         |                         |
|  | 2                        | CSKA Moskwa                | 4                        | Torpedo Niżny Nowogród  | 0 | 4                     |                       |                       |  |  |                    |                    |                    |  |  |                         |                         |                         |
|  | 2                        | CSKA Moskwa                |                          |                         |   |                       |                       |                       |  |  |                    |                    |                    |  |  |                         |                         |                         |
|  | 7                        | Siewierstal Czerepowiec    | 3                        |                         |   |                       |                       |                       |  |  |                    |                    |                    |  |  |                         |                         |                         |
|  | 7                        | Siewierstal Czerepowiec    | 3                        |                         |   | 1                     | SKA Sankt Petersburg  | 2                     |  |  |                    |                    |                    |  |  |                         |                         |                         |
|  | Konferencja Zachód       |                            |                          |                         |   | 1                     | SKA Sankt Petersburg  | 2                     |  |  |                    |                    |                    |  |  |                         |                         |                         |
|  |                          |                            | 2                        | CSKA Moskwa             | 4 |                       |                       |                       |  |  |                    |                    |                    |  |  |                         |                         |                         |
|  | 3                        | Łokomotiw Jarosław         | 2                        | CSKA Moskwa             | 4 | 4                     |                       |                       |  |  |                    |                    |                    |  |  |                         |                         |                         |
|  | 3                        | Łokomotiw Jarosław         |                          |                         |   |                       |                       |                       |  |  |                    |                    |                    |  |  |                         |                         |                         |
|  | 6                        | Witjaź                     | 1                        |                         |   |                       |                       |                       |  |  |                    |                    |                    |  |  |                         |                         |                         |
|  | 6                        | Witjaź                     | 1                        |                         |   | 2                     | CSKA Moskwa           | 4                     |  |  |                    |                    |                    |  |  |                         |                         |                         |
|  |                          |                            |                          |                         |   | 2                     | CSKA Moskwa           | 4                     |  |  |                    |                    |                    |  |  |                         |                         |                         |
|  |                          |                            | 3                        | Łokomotiw Jarosław      | 3 |                       |                       |                       |  |  |                    |                    |                    |  |  |                         |                         |                         |
|  | 4                        | Torpedo Niżny Nowogród     | 3                        | Łokomotiw Jarosław      | 3 | 4                     |                       |                       |  |  |                    |                    |                    |  |  |                         |                         |                         |
|  | 4                        | Torpedo Niżny Nowogród     |                          |                         |   |                       |                       |                       |  |  |                    |                    |                    |  |  |                         |                         |                         |
|  | 5                        | Dinamo Moskwa              | 2                        |                         |   |                       |                       |                       |  |  |                    |                    |                    |  |  |                         |                         |                         |
|  | 5                        | Dinamo Moskwa              | 2                        |                         |   | Z                     | CSKA Moskwa           | 4                     |  |  |                    |                    |                    |  |  |                         |                         |                         |
|  |                          |                            |                          |                         |   |                       |                       |                       |  |  |                    |                    |                    |  |  |                         |                         |                         |
|  |                          |                            | W                        | Ak Bars Kazań           | 3 |                       |                       |                       |  |  |                    |                    |                    |  |  |                         |                         |                         |
|  | 1                        | Ak Bars Kazań              | W                        | Ak Bars Kazań           | 3 | 4                     |                       |                       |  |  |                    |                    |                    |  |  |                         |                         |                         |
|  | 1                        | Ak Bars Kazań              |                          |                         |   |                       |                       |                       |  |  |                    |                    |                    |  |  |                         |                         |                         |
|  | 8                        | Nieftiechimik Niżniekamsk  | 2                        |                         |   |                       |                       |                       |  |  |                    |                    |                    |  |  |                         |                         |                         |
|  | 8                        | Nieftiechimik Niżniekamsk  | 2                        |                         |   | 1                     | Ak Bars Kazań         | 4                     |  |  |                    |                    |                    |  |  |                         |                         |                         |
|  |                          |                            |                          |                         |   | 1                     | Ak Bars Kazań         | 4                     |  |  |                    |                    |                    |  |  |                         |                         |                         |
|  |                          |                            | 7                        | Admirał Władywostok     | 2 |                       |                       |                       |  |  |                    |                    |                    |  |  |                         |                         |                         |
|  | 2                        | Saławat Jułajew Ufa        | 7                        | Admirał Władywostok     | 2 | 2                     |                       |                       |  |  |                    |                    |                    |  |  |                         |                         |                         |
|  | 2                        | Saławat Jułajew Ufa        |                          |                         |   |                       |                       |                       |  |  |                    |                    |                    |  |  |                         |                         |                         |
|  | 7                        | Admirał Władywostok        | 4                        |                         |   |                       |                       |                       |  |  |                    |                    |                    |  |  |                         |                         |                         |
|  | 7                        | Admirał Władywostok        | 4                        |                         |   | 1                     | Ak Bars Kazań         | 4                     |  |  |                    |                    |                    |  |  |                         |                         |                         |
|  | Konferencja Wschód       |                            |                          |                         |   | 1                     | Ak Bars Kazań         | 4                     |  |  |                    |                    |                    |  |  |                         |                         |                         |
|  |                          |                            | 3                        | Awangard Omsk           | 1 |                       |                       |                       |  |  |                    |                    |                    |  |  |                         |                         |                         |
|  | 3                        | Awangard Omsk              | 3                        | Awangard Omsk           | 1 | 4                     |                       |                       |  |  |                    |                    |                    |  |  |                         |                         |                         |
|  | 3                        | Awangard Omsk              |                          |                         |   |                       |                       |                       |  |  |                    |                    |                    |  |  |                         |                         |                         |
|  | 6                        | Sibir Nowosybirsk          | 1                        |                         |   |                       |                       |                       |  |  |                    |                    |                    |  |  |                         |                         |                         |
|  | 6                        | Sibir Nowosybirsk          | 1                        |                         |   | 3                     | Awangard Omsk         | 4                     |  |  |                    |                    |                    |  |  |                         |                         |                         |
|  |                          |                            |                          |                         |   | 3                     | Awangard Omsk         | 4                     |  |  |                    |                    |                    |  |  |                         |                         |                         |
|  |                          |                            | 5                        | Mietałłurg Magnitogorsk | 0 |                       |                       |                       |  |  |                    |                    |                    |  |  |                         |                         |                         |
|  | 4                        | Awtomobilist Jekaterynburg | 5                        | Mietałłurg Magnitogorsk | 0 | 3                     |                       |                       |  |  |                    |                    |                    |  |  |                         |                         |                         |
|  | 4                        | Awtomobilist Jekaterynburg |                          |                         |   |                       |                       |                       |  |  |                    |                    |                    |  |  |                         |                         |                         |
|  | 5                        | Mietałłurg Magnitogorsk    | 4                        |                         |   |                       |                       |                       |  |  |                    |                    |                    |  |  |                         |                         |                         |
|  | 5                        | Mietałłurg Magnitogorsk    | 4                        |                         |   |                       |                       |                       |  |  |                    |                    |                    |  |  |                         |                         |                         |
|  |                          |                            |                          |                         |   |                       |                       |                       |  |  |                    |                    |                    |  |  |                         |                         |                         |

### Statystyki indywidualne
Statystyki zaktualizowane po zakończeniu fazy play-off.
Zawodnicy z pola łącznie
| Gole                        | Gole | Asysty                       | Asysty | Punkty                      | Punkty |
| --------------------------- | ---- | ---------------------------- | ------ | --------------------------- | ------ |
| Michaił Grigorienko (CSKA)  | 12   | Nikita Niestierow (CSKA)     | 16     | Michaił Grigorienko (CSKA)  | 25     |
| Władisław Kamieniew (CSKA)  | 11   | Konstantin Okułow (CSKA)     | 14     | Konstantin Okułow (CSKA)    | 20     |
| Aleksandr Radułow (Ak Bars) | 10   | Michaił Grigorienko (CSKA)   | 13     | Aleksandr Radułow (Ak Bars) | 19     |
| Reid Boucher (Awangard)     | 9    | Władimir Tkaczow (Awangard)  | 11     | Nikita Niestierow (CSKA)    | 18     |
| Dmitrij Woronkow (Ak Bars)  | 8    | Brendan Leipsic (Mietałłurg) | 9      | Anton Slepyszew (CSKA)      | 16     |

Obrońcy
| Gole                         | Gole | Asysty                      | Asysty | Punkty                      | Punkty |
| ---------------------------- | ---- | --------------------------- | ------ | --------------------------- | ------ |
| Nick Ebert (Awto.)           | 5    | Nikita Niestierow (CSKA)    | 16     | Nikita Niestierow (CSKA)    | 18     |
| Grigorij Dronow (Mietałłurg) | 4    | Wiaczesław Wojnow (Ak Bars) | 9      | Darren Dietz (CSKA)         | 11     |
| Aleksandr Nikiszyn (SKA)     | 4    | Darren Dietz (CSKA)         | 7      | Wiaczesław Wojnow (Ak Bars) | 9      |
| Darren Dietz (CSKA)          | 4    | Mark Barberio (Siewierstal) | 6      | Nick Ebert (Awto.)          | 8      |
| Ruszan Rafikow (Łoko.)       | 3    | Nikita Kamałow (SKA)        | 6      | Aleksandr Nikiszyn (SKA)    | 8      |

Bramkarze
| Skuteczność interwencji (w %)  | Skuteczność interwencji (w %) | Średnia goli straconych (na mecz) | Średnia goli straconych (na mecz) | Mecze bez straty gola   | Mecze bez straty gola |
| ------------------------------ | ----------------------------- | --------------------------------- | --------------------------------- | ----------------------- | --------------------- |
| Johan Mattsson (Awto.)         | 95,4                          | Johan Mattsson (Awto.)            | 1,37                              | Adam Reideborn (CSKA)   | 5                     |
| Nikita Sieriebriakow (Admirał) | 94,5                          | Daniił Isajew (Łoko.)             | 1,64                              | Daniił Isajew (Łoko.)   | 2                     |
| Dmitrij Szykin (Witjaź)        | 94,0                          | Timur Bilałow (Ak Bars)           | 1,70                              | Dmitrij Nikołajew (SKA) | 2                     |
| Timur Bilałow (Ak Bars)        | 93,8                          | Adam Reideborn (CSKA)             | 1,91                              | Timur Bilałow (Ak Bars) | 2                     |
| Maksim Dorożko (Witjaź)        | 93,4                          | Nikita Sieriebriakow (Admirał)    | 1,95                              | Maksim Dorożko (Witjaź) | 1                     |

Pozostałe
| Klasyfikacja +/-          | Klasyfikacja +/- | Zwycięskie gole             | Zwycięskie gole | Minuty kar                   | Minuty kar |
| ------------------------- | ---------------- | --------------------------- | --------------- | ---------------------------- | ---------- |
| Sciapan Falkouski (SKA)   | +12              | Anton Slepyszew (CSKA)      | 4               | Aleksandr Radułow (Ak Bars)  | 49         |
| Wasilij Głotow (SKA)      | +11              | Wadim Szypaczow (Ak Bars)   | 3               | Cedric Paquette (Dyn. Mińsk) | 33         |
| Ilja Safonow (Ak Bars)    | +11              | Stanisław Galijew (Ak Bars) | 3               | Viktor Svedberg (Awangard)   | 30         |
| Andriej Swietłakow (CSKA) | +11              | Ruszan Rafikow (Łoko.)      | 3               | Artiom Siergiejew (CSKA)     | 29         |
| Nikita Niestierow (CSKA)  | +11              | Konstantin Okułow (CSKA)    | 2               | Nick Merkley (Dyn. Mińsk)    | 28         |

- Pierwsze miejsce w klasyfikacji średniego czasu gry w meczu wśród obrońców:  Mark Barberio (Dynama Mińsk) – 26,13 min.
- Pierwsze miejsce w klasyfikacji średniego czasu gry w meczu wśród napastników:  Aleksandr Szarow (Sibir) – 22:30 min.
- Pierwsze miejsce w klasyfikacji liczby zablokowanych strzałów:  Damir Szaripzianow (Awangard) – 55
- Pierwsze miejsce w klasyfikacji wykonanych uderzeń ciałem:  Andriej Swietłakow (CSKA) – 69

### Skład triumfatorów
Skład zdobywcy Pucharu Gagarina – drużyny CSKA Moskwa – w sezonie 2022/2023:
| Sztab trenerski: - Siergiej Fiodorow – główny trener - Rawil Jakubow – trener - Igor Krawczuk – trener - Władimir Czebaturkin – trener - Sergejs Naumovs – trener bramkarzy |  | Bramkarze: - Dmitrij Gamzin - Adam Reideborn - Wsiewołod Skotnikow - Aleksandr Szaryczenkow Obrońcy: - Dmitrij Aleksiejew - Jegor Briutow - Fredrik Claesson - Darren Dietz - Artiom Duda - Jarosław Dyblenko - Władimir Grudinin - Christián Jaroš - Roman Kaliniczenko - Bogdan Kisielewicz - Nikołaj Makarow - Nikita Niestierow - Władisław Prowolniew - Artiom Siergiejew - Viktor Svedberg |  | Napastnicy: - Witalij Abramow - Władimir Briukwin - Daniła Chułapow - Kiriłł Dołżenkow - Wasilij Dronyk - Michaił Grigorienko - Wsiewołod Gajdamak - Matwiej Guśkow - Danił Jurtajkin - Władisław Kamieniew - Pawieł Karnauchow - Maksim Kirilejczenko - Jegor Kuźminow - Maksim Mamin - Tachir Mingaczow - Konstantin Okułow - Siemion Pankratow - Siergiej Płotnikow - Prochor Połtapow - Anton Slepyszew - Maksim Sorkin - Andriej Swietłakow - Matwiej Wasin |

## Nagrody, trofea i wyróżnienia
- Puchar Otwarcia: CSKA Moskwa
- Puchar Kontynentu: SKA Sankt Petersburg
- Trofeum za zwycięstwo w Konferencji Wschód w fazie play-off: Ak Bars Kazań
- Trofeum za zwycięstwo w Konferencji Zachód w fazie play-off: CSKA Moskwa
- Nagroda Wsiewołoda Bobrowa (dla najskuteczniejszej drużyny w sezonie): Mietałłurg Magnitogorsk (294 gole w 84 meczach – 243 w 68 meczach sezonu regularnego plus 51 goli w 16 spotkaniach fazy play-off)
- Puchar Gagarina: CSKA Moskwa

### Zawodnicy miesiąca i etapów
Od początku historii rozgrywek są przyznawane nagrody indywidualne w czterech kategoriach odnośnie do pozycji zawodników (bramkarz, obrońca, napastnik oraz pierwszoroczniak) za każdy miesiąc, wzgl. etap w fazie play-off.
| Miesiąc                  | Bramkarz                                   | Obrońca                                   | Napastnik                                      | Pierwszoroczniak                           |
| ------------------------ | ------------------------------------------ | ----------------------------------------- | ---------------------------------------------- | ------------------------------------------ |
| Wrzesień 2022            | Ilja Konowałow (Dinamo Moskwa)             | Aleksandr Nikiszyn (SKA Sankt Petersburg) | Siergiej Szyrokow (Awtomobilist Jekaterynburg) | Wasilij Atanasow (Torpedo Niżny Nowogród)  |
| Październik 2022         | Iwan Boczarow (Łokomotiw Jarosław)         | Aleksandr Nikiszyn (SKA Sankt Petersburg) | Brandon Yip (Kunlun Red Star)                  | Jarosław Lichaczow (Amur Chabarowsk)       |
| Listopad 2022            | Nikita Sieriebriakow (Admirał Władywostok) | Nick Ebert (Awtomobilist Jekaterynburg)   | Nikita Gusiew (SKA Sankt Petersburg)           | Wadzim Maroz (Dynama Mińsk)                |
| Grudzień 2022            | Wasilij Diemczenko (Awangard Omsk)         | Daniił Pylenkow (Siewierstal Czerepowiec) | Wadim Szypaczow (Ak Bars Kazań)                | Stiepan Nikulin (Łokomotiw Jarosław)       |
| Styczeń 2023             | Timur Bilałow (Ak Bars Kazań)              | Aleksandr Nikiszyn (SKA Sankt Petersburg) | Aleksiej Kruczinin (Torpedo Niżny Nowogród)    | Nikita Griebionkin (Amur Chabarowsk)       |
| Luty 2023                | Amir Miftachow (Ak Bars Kazań)             | Joseph Duszak (Dynama Mińsk)              | Michaił Grigorienko (CSKA Moskwa)              | Matwiej Miczkow (HK Soczi)                 |
| Ćwierćfinały konferencji | Nikita Sieriebriakow (Admirał Władywostok) | Igor Ożyganow (SKA Sankt Petersburg)      | Curtis Valk (Awtomobilist Jekaterynburg)       | Wital Pinczuk (Dynama Mińsk)               |
| Półfinały konferencji    | Nikita Sieriebriakow (Admirał Władywostok) | Aleksandr Nikiszyn (SKA Sankt Petersburg) | Reid Boucher (Awangard Omsk)                   | Bogdan Koniuszkow (Torpedo Niżny Nowogród) |
| Finały konferencji       | Adam Reideborn (CSKA Moskwa)               | Dmitrij Judin (Ak Bars Kazań)             | Michaił Grigorienko (CSKA Moskwa)              | Nikita Jewsiejew (Ak Bars Kazań)           |
| Puchar Gagarina          | Timur Bilałow (Ak Bars Kazań)              | Darren Dietz (CSKA Moskwa)                | Władisław Kamieniew (CSKA Moskwa)              | Prochor Połtapow (CSKA Moskwa)             |

### Nagrody indywidualne
Ceremonia Zamknięcia sezonu odbyła się w maju 2023 w Moskwie, a podczas uroczystości zostały wręczone nagrody.
- Nagroda dla najskuteczniejszego strzelca sezonu: Dmitrij Jaškin (SKA Sankt Petersburg) – 40 goli w sezonie zasadniczym.
- Nagroda dla najlepiej punktującego zawodnika (punktacja kanadyjska): Dmitrij Jaškin (SKA Sankt Petersburg) – w sezonie regularnym uzyskał 62 punkty za 40 goli i 22 asysty.
- Nagroda dla najlepiej punktującego obrońcy (punktacja kanadyjska): Aleksandr Nikiszyn (SKA Sankt Petersburg) – w sezonie regularnym uzyskał 55 punktów.
- Najlepsza Trójka (dla najskuteczniejszego tercetu napastników w sezonie regularnym): Władimir Tkaczow, Corban Knight, Reid Boucher (Awangard Omsk) – wspólnie zgromadzili 42 gole.
- Złoty Kij – Najbardziej Wartościowy Gracz (MVP) sezonu regularnego: Dmitrij Jaškin (SKA Sankt Petersburg).
- Mistrz Play-off – Najbardziej Wartościowy Gracz (MVP) fazy play-off: Michaił Grigorienko (CSKA Moskwa).
- Najlepszy Bramkarz Sezonu: Nikita Sieriebriakow (Admirał).
- Nagroda dla najlepszego pierwszoroczniaka sezonu KHL im. Aleksieja Czeriepanowa: Nikita Griebionkin (Amur Chabarowsk).
- Złoty Kask (przyznawany sześciu zawodnikom wybranym do składu gwiazd sezonu):
  - Nikita Sieriebriakow (Admirał) – bramkarz,
  - Nikita Niestierow (CSKA Moskwa) – obrońca,
  - Aleksandr Nikiszyn (SKA Sankt Petersburg) – obrońca,
  - Dmitrij Jaškin (SKA Sankt Petersburg) – napastnik,
  - Michaił Grigorienko (CSKA Moskwa) – napastnik,
  - Aleksandr Radułow (AK Bars Kazań) – napastnik.
- Nagroda Żelazny Człowiek: Dienis Ziernow (Awangard Omsk) i Konstantin Okułow (CSKA Moskwa) – po 230 spotkań rozegranych w trzech ostatnich sezonach.
- Nagroda za Wierność Hokejowi: Wasilij Koszeczkin (Mietałłurg Magnitogorsk).
- Nagroda dla Najlepszego Trenera Sezonu: Siergiej Fiodorow (CSKA Moskwa).
- Nagroda Walentina Sycza (przyznawana prezesowi, który w sezonie kierował najlepiej klubem): Igor Jesmantowicz (prezydent klubu CSKA Moskwa).
- Nagroda Andrieja Starowojtowa (Złoty Gwizdek) dla najlepszego sędziego głównego sezonu: Aleksiej Biełow.
- Nagroda Michaiła Galinowskiego (Złoty Gwizdek) dla najlepszego sędziego liniowego sezonu: Siergiej Szelanin.
- Nagroda specjalna „Fonbet Złota Drużyna” przyznana trenerowi i sześciu zawodnikom wybranym do składu gwiazd na 15-lecie rozgrywek KHL):
  - Zinetuła Bilaletdinow (Ak Bars Kazań) – trener,
  - Aleksandr Jeriomienko (Saławat Jułajew Ufa, Dinamo Moskwa) – bramkarz,
  - Kevin Dallman (Barys Astana, SKA Sankt Petersburg) – obrońca,
  - Ilja Nikulin (Ak Bars Kazań, Dinamo Moskwa) – obrońca,
  - Danis Zaripow (Ak Bars Kazań, Mietałłurg Magnitogorsk) – napastnik,
  - Siergiej Moziakin (Atłant Mytiszczi, Mietałłurg Magnitogorsk) – napastnik,
  - Ilja Kowalczuk (SKA Sankt Petersburg).
- Nagroda dla Najbardziej Wartościowej Zawodniczki (MVP) Żeńskiej Hokejowej Ligi: Anna Prugowa (Agidiel).